# Charytatywne kolonie rolnicze
Charytatywne kolonie rolnicze – niderlandzkie kolonie założone w 1818 roku początkowo w celu wsparcia ubogich rodzin poszkodowanych w wyniku wojen napoleońskich. Z czasem założono kolonie przymusowe, w których pracowały sieroty, włóczędzy i żebracy pod nadzorem strażników. W szczytowym momencie w połowie XIX wieku kolonie w Holandii zamieszkiwało ponad 11 000 osób, a w Belgii 6000 osób (w 1910 roku).
W 2021 roku kolonie zostały wpisane na listę światowego dziedzictwa UNESCO.